# Associazione Fascista Calcio Vicenza 1940-1941
Questa voce raccoglie le informazioni riguardanti l'Associazione Fascista Calcio Vicenza nelle competizioni ufficiali della stagione 1940-1941.

## Rosa
| N. |                   | Ruolo | Calciatore            |
| -- | ----------------- | ----- | --------------------- |
|    | Italia (bandiera) | A     | Ennio Balbi           |
|    | Italia (bandiera) | C     | Mario Balbo           |
|    | Italia (bandiera) | A     | Oreste Balduzzi       |
|    | Italia (bandiera) | A     | Mario Barbon          |
|    | Italia (bandiera) | C     | Eraldo Bedendo        |
|    | Italia (bandiera) | P     | Antonio Bisson        |
|    | Italia (bandiera) | C     | Edmondo Bonansea      |
|    | Italia (bandiera) | C     | Bruno Camolese        |
|    | Italia (bandiera) | C     | Andrea Campana        |
|    | Italia (bandiera) | D     | Ermenegildo Capitanio |
|    | Italia (bandiera) | C     | Antonio Cesaro        |
|    | Italia (bandiera) | A     | Giuseppe Cesaro       |
|    | Italia (bandiera) | C     | Luigi Chiodi          |
|    | Italia (bandiera) | P     | Angelo Comar          |
|    | Italia (bandiera) | D     | Valentino Foscarini   |

| N. |                   | Ruolo | Calciatore            |
| -- | ----------------- | ----- | --------------------- |
|    | Italia (bandiera) | D     | Giovanni Greselin     |
|    | Italia (bandiera) | A     | Alberto Marchetti     |
|    | Italia (bandiera) | P     | Danilo Mucci          |
|    | Italia (bandiera) | C     | Antonio Pozzato       |
|    | Italia (bandiera) | D     | Stefano Rambaldelli   |
|    | Italia (bandiera) | C     | Mariano Rossi         |
|    | Italia (bandiera) | C     | Alfonso Santagiuliana |
|    | Italia (bandiera) | D     | Walter Sola           |
|    | Italia (bandiera) | A     | Piero Suppi           |
|    | Italia (bandiera) | D     | Corrado Tamietti      |
|    | Italia (bandiera) | P     | Antonio Tricarico     |
|    | Italia (bandiera) | P     | Carlo Visintin        |
|    | Italia (bandiera) | D     | Domenico Zanier       |
|    | Italia (bandiera) | C     | Giovanni Zanollo      |

## Risultati

### Serie B

#### Girone di andata
| Arbitro: | Scotto |

|                      |           |                                                    |
| Marchetti 54’ (rig.) | Marcatori | 15’ (rig.), 27’ (rig.) Sentimenti III 52’ Colaussi |

| Arbitro: | Biancone |

|                          |           |           |
| Torti 18’, 23’ Bolli 46’ | Marcatori | 41’ Baldi |

| Arbitro: | Picasso |

|                                     |           |  |
| Suppi 37’ Zanello 65’ Marchetti 88’ | Marcatori |  |

| Arbitro: | Bianchi (Firenze) |

|              |           |        |
| Gei 13’, 24’ | Marcatori | Barbon |

| Arbitro: | Bianchi |

|                         |           |                      |
| Barbon 75’ Camolese 78’ | Marcatori | 49’ (aut.) Foscarini |

| Arbitro: | Bellè (Venezia) |

|                                                                  |           |               |
| Di Prisco 43’, 87’ Formentin 55’ Rocco ?’, ?’ (rig.) Cassani 83’ | Marcatori | 76’ Marchetti |

| Arbitro: | Codeluppi (Lodi) |

|                                                       |           |                                     |
| Marchetti 26’ (rig.), 72’ (rig.) Barbon 30’ Suppi 76’ | Marcatori | 23’ Celant 24’ Foglia 90’ Petermann |

| Arbitro: | Francini (Viareggio) |

|                                |           |                                                             |
| Colaneri 43’ Sichel 68’ (rig.) | Marcatori | 19’, 39’ Marchetti 38’ Zanollo 46’ Barbon 50’ (aut.) Edelli |

| Arbitro: | Goracci (Firenze) |

|                                            |           |  |
| Marchetti 10’ Suppi 13’ Zanollo 44’ Chiodi | Marcatori |  |

| Arbitro: | Zavattaro (Casale Monferrato) |

|                                                   |           |  |
| Ferrara 36’ Tomasi 47’ Piana 59’, 64’ Imberti 72’ | Marcatori |  |

| Arbitro: | Mattea (Torino) |

|                      |           |  |
| Barbon 26’ Rossi 90’ | Marcatori |  |

| Arbitro: | D'Agostino (Porto San Giorgio) |

|                 |           |            |
| Cortini 5’, 20’ | Marcatori | 10’ Barbon |

| Arbitro: | Poggipollini (Ferrara) |

|                                 |           |  |
| Marchetti 48’ (rig.) Chiodi 83’ | Marcatori |  |

| Arbitro: | Donati (Milano) |

|                     |           |           |
| Costanzo 45’ (rig.) | Marcatori | 18’ Suppi |

| Arbitro: | Silvano (Torino) |

|                                                                        |           |               |
| Zanollo 21’, 44’ Zorzi 33’ (aut.) Marchetti 47’ (rig.) Barbon 70’, 82’ | Marcatori | 14’ D'Odorico |

| Vicenza 6 febbraio 1941 16ª giornata | Vicenza | 3 – 0 | Verona | Campo Sportivo del Littorio |

| Arbitro: | Martelli (Livorno) |

|               |           |           |
| Violi 9’, 42’ | Marcatori | 16’ Suppi |

#### Girone di ritorno
| Arbitro: | Limido (Milano) |

|                                    |           |                      |
| Sentimenti III 14’, 67’ Uneddu 18’ | Marcatori | 88’ (rig.) Marchetti |

| Arbitro: | Rosso (Casale Monferrato) |

|                              |           |                     |
| Marchetti 26’ Suppi 51’, 86’ | Marcatori | 12’ Bolli 35’ Torti |

| Arbitro: | Tonnetti (Roma) |

|                              |           |                                       |
| Valli 35’ Cartoni 85’ (rig.) | Marcatori | 12’ Zanotto 43’ Suppi 70’, 75’ Barbon |

| Arbitro: | Rosso (Casale Monferrato) |

|                       |           |                          |
| Rossi 56’ Zanollo 86’ | Marcatori | 42’ Moretti 74’ Barbieri |

| Genova 9 marzo 1941 22ª giornata | Liguria | 0 – 0 referto | Vicenza | Stadio del Littorio |

| Arbitro: | Carpani (Milano) |

|                                  |           |                                                |
| Marchetto 32’ (rig.) Zanollo 56’ | Marcatori | 44’ Biraghi 54’, 85’ Di Pasquale 61’ Di Prisco |

| Arbitro: | Limido (Milano) |

|             |           |                      |
| Cerutti 12’ | Marcatori | 90’ (rig.) Marchetti |

| Arbitro: | Saracini (Ancona) |

|                                    |           |            |
| Pozzato 19’ Suppi 35’ Balduzzi 77’ | Marcatori | 59’ Bosoni |

| Arbitro: | Martelli (Livorno) |

|            |           |           |
| Barera 30’ | Marcatori | 65’ Suppi |

| Arbitro: | Cardinali (Milano) |

|                |           |            |
| Suppi 35’, 52’ | Marcatori | 26’ Tomasi |

| Arbitro: | Carminati (Milano) |

|                                     |           |                       |
| Pini 6’, 47’ Mannocci 26’ Fusco 65’ | Marcatori | 2’ Balbi 40’ Zannolli |

| Arbitro: | Andreoni (Milano) |

|           |           |          |
| Suppi 19’ | Marcatori | 6’ Boldi |

| Arbitro: | Tonnetti (Roma) |

|                    |           |           |
| Guerrieri 19’, 29’ | Marcatori | 44’ Suppi |

| Arbitro: | Rossi (Milano) |

|                        |           |                        |
| Suppi 80’ Camolese 89’ | Marcatori | 22’ Costanzo 51’ Rallo |

| Udine 12 giugno 1941 32ª giornata | Udinese | 0 – 0 | Vicenza | Stadio Moretti |

| Arbitro: | Bellè (Venezia) |

|                    |           |                       |
| Zanetti 51’ (rig.) | Marcatori | 58’ Balbo 68’ Zanollo |

| Arbitro: | Nicolini (Ancona) |

|               |           |  |
| Marchetti 60’ | Marcatori |  |

### Coppa Italia
| Arbitro: | Galletti (Bolzano) |

|                           |           |           |
| Grolli 38’ Conti 42’, 70’ | Marcatori | 58’ Suppi |

## Statistiche

### Statistiche di squadra
| Competizione | Punti | In casa | In casa | In casa | In casa | In casa | In casa | In trasferta | In trasferta | In trasferta | In trasferta | In trasferta | In trasferta | Totale | Totale | Totale | Totale | Totale | Totale | DR |
| Competizione | Punti | G       | V       | N       | P       | Gf      | Gs      | G            | V            | N            | P            | Gf           | Gs           | G      | V      | N      | P      | Gf     | Gs     | DR |
| ------------ | ----- | ------- | ------- | ------- | ------- | ------- | ------- | ------------ | ------------ | ------------ | ------------ | ------------ | ------------ | ------ | ------ | ------ | ------ | ------ | ------ | -- |
| Serie B      | 38    | 17      | 12      | 3       | 2       | 43      | 21      | 17           | 3            | 5            | 9            | 23           | 37           | 34     | 15     | 8      | 11     | 66     | 58     | +8 |
| Coppa Italia |       | -       | -       | -       | -       | -       | -       | 1            | 0            | 0            | 1            | 1            | 3            | 1      | 0      | 0      | 1      | 1      | 3      | -2 |
| Totale       |       | 17      | 12      | 3       | 2       | 43      | 21      | 18           | 3            | 5            | 10           | 24           | 40           | 35     | 15     | 8      | 12     | 67     | 61     | +6 |

### Statistiche dei giocatori
| Giocatore        | Serie B  | Serie B | Coppa Italia | Coppa Italia | Totale   | Totale |
| Giocatore        | Presenze | Reti    | Presenze     | Reti         | Presenze | Reti   |
| ---------------- | -------- | ------- | ------------ | ------------ | -------- | ------ |
| E. Balbi         | 9        | 3       | 0            | 0            | 9        | 3      |
| M. Balbo         | 4        | 0       | 0            | 0            | 4        | 0      |
| O. Balduzzi      | 5        | 1       | 0            | 0            | 5        | 1      |
| M. Barbon        | 21       | 14      | 1            | 0            | 22       | 14     |
| E. Bedendo       | 1        | 0       | 0            | 0            | 1        | 0      |
| A. Bisson        | 7        | -?      | 1            | -3           | 8        | -3+    |
| E. Bonansea      | 5        | 0       | 0            | 0            | 5        | 0      |
| B. Camolese      | 31       | 2       | 1            | 0            | 32       | 2      |
| A. Campana       | 17       | 0       | 0            | 0            | 17       | 0      |
| E. Capitanio     | 11       | 0       | 0            | 0            | 11       | 0      |
| A. Cesaro        | 2        | 0       | 0            | 0            | 2        | 0      |
| G. Cesaro        | 1        | 0       | 0            | 0            | 1        | 0      |
| L. Chiodi        | 16       | 0       | 1            | 0            | 17       | 0      |
| A. Comar         | 18       | -?      | 0            | 0            | 18       | 0+     |
| V. Foscarini     | 14       | 0       | 0            | 0            | 14       | 0      |
| G. Greselin      | 1        | 0       | 0            | 0            | 1        | 0      |
| A. Marchetti     | 32       | 15      | 1            | 0            | 33       | 15     |
| D. Mucci         | 1        | 0       | 0            | 0            | 1        | 0      |
| A. Pozzato       | 3        | 1       | 0            | 0            | 3        | 1      |
| S. Rambaldelli   | 1        | 0       | 0            | 0            | 1        | 0      |
| M. Rossi         | 30       | 2       | 1            | 0            | 31       | 2      |
| A. Santagiuliana | 33       | 0       | 1            | 0            | 34       | 0      |
| W. Sola          | 3        | 0       | 0            | 0            | 3        | 0      |
| P. Suppi         | 27       | 15      | 1            | 1            | 28       | 16     |
| C. Tamietti      | 10       | 0       | 1            | 0            | 11       | 0      |
| A. Tricarico     | 5        | -?      | 0            | 0            | 5        | 0+     |
| C. Visintin      | 3        | -?      | 0            | 0            | 3        | 0+     |
| D. Zanier        | 30       | 0       | 1            | 0            | 31       | 0      |
| G. Zanollo       | 33       | 9       | 1            | 0            | 34       | 9      |